# Konzil von Chalcedon

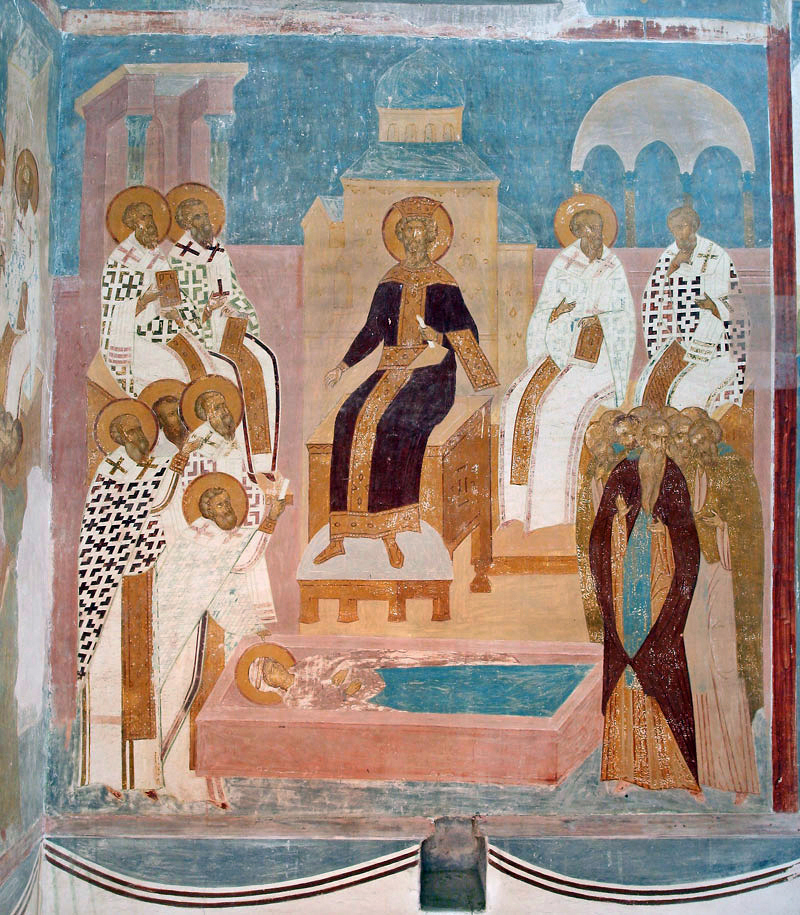
Das Ökumenisches Konzil von Chalcedon (Fresko von 1502 im Kloster Ferapontow, Oblast Wologda, Russland)

Das Konzil von Chalcedon (lat. Concilium Chalcedonense) fand vom 8. Oktober bis zum 1. November 451 in Chalcedon (auch Chalkedon, griechisch Χαλκηδών Chalkēdṓn) in Bithynien, Kleinasien (heutiger Istanbuler Stadtteil Kadıköy) statt. Es war das vierte der ersten sieben ökumenischen Konzilien der Alten Kirche. Seine dogmatischen Definitionen werden in der katholischen Kirche und den orthodoxen Kirchen als unfehlbar anerkannt; sie sind auch Lehrgrundlage in den protestantischen und anglikanischen Kirchen.
Ein Ergebnis dieses Konziles war der Beschluss eines weiteren Glaubensbekenntnisses, das „Glaubensbekenntnis von Chalcedon“ genannt wird. In der Präambel zum Bekenntnis wird zudem die Gültigkeit der Bekenntnisse von Nicäa und von Konstantinopel bekräftigt.
Das Konzil von Chalcedon entschied den lange und erbittert geführten christologischen Streit um das Verhältnis zwischen der göttlichen und der menschlichen Natur in Jesus Christus zugunsten der Zwei-Naturen-Lehre. Gegen den Monophysitismus (genauer ist Miaphysitismus), der vor allem von den mächtigen Kirchen Ägyptens und Syriens verfochten wurde, auf der einen und den Nestorianismus auf der anderen Seite definierte es Christus als wahren Gott (Gott der Sohn als zweite Person der Dreifaltigkeit) und wahren Menschen zugleich, und zwar „unvermischt und ungetrennt“ (vgl. Menschwerdung Gottes). Dadurch trug das Konzil zur Abspaltung sowohl der nestorianischen als auch der miaphysitischen orientalisch-orthodoxen Kirchen bei. Die chalcedonische Christologie wurde zum Dogma.

## Vorgeschichte
Im Jahre 449 hatte das Konzil von Ephesos unter dem dominierenden Einfluss des Alexandrinischen Patriarchen Dioskoros I. den Miaphysitismus handstreichartig zum Dogma erklärt, das heißt die Lehrmeinung, dass Jesus Christus nur eine einzige, nämlich göttliche Natur habe. Kaiser Theodosius II. neigte unter dem Einfluss seines Hofeunuchen Chrysaphios ebenfalls dieser Position zu. Im Westen war die Entrüstung groß, Papst Leo der Große protestierte scharf gegen das latrocinium Ephesinum (deutsch meist übersetzt als „Räubersynode von Ephesus“) – unter dem Schimpfnamen ging das Konzil in die Kirchengeschichte ein. Als Theodosius ein Jahr später bei einem Reitunfall ums Leben kam, nutzten die Dyophysiten, die glaubten, Jesus Christus habe zwei Naturen, nämlich sowohl eine göttliche als auch eine menschliche, die Gelegenheit. Theodosius’ Schwester Aelia Pulcheria verbündete sich mit Papst Leo, sie entmachtete Chrysaphius und ließ ihn später hinrichten, den Konstantinopolitaner Presbyter Eutyches, einen Vertreter des Monophysitismus, schickte sie in die Verbannung. Sie heiratete Markian, den tribunus der kaiserlichen Garde, und sorgte so dafür, dass er Kaiser wurde. Gleich nach seiner Thronbesteigung berief Markian ein weiteres Konzil ein, das einen autoritativen Schlusspunkt unter die langanhaltenden christologischen Querelen setzen sollte. Auch Anatolios von Konstantinopel, der ursprünglich monophysitische Patriarch von Konstantinopel, wechselte auf die dyophysitische Seite, weil er die Chance sah, sich vom Papst die Würde Konstantinopels als zweiten Bischofssitzes der Christenheit anerkennen zu lassen.

## Verlauf und Ergebnis
Anhand der Unterschriftenliste für die dogmatischen Entscheidungen des Konzils sind anscheinend rund 450 Bischöfe als Teilnehmer nachweisbar, während Papst Leo von fast 600 Teilnehmern spricht, 520 Teilnehmer werden in einem Brief des Konzils an Leo genannt, neuere wissenschaftliche Arbeit gehen von nur etwa 350 teilnehmenden Bischöfen aus. Die Bischöfe kamen zum allergrößten Teil aus dem Östlichen Christentum. Einzige Ausnahmen waren vier Legaten von Papst Leo sowie zwei Bischöfe aus Nordafrika, die vor dem Vandalensturm geflohen waren. Am 8. Oktober 451 eröffnete Kaiser Markian das Konzil in der Kirche der Heiligen Euphemia in Chalkedon, unmittelbar gegenüber Konstantinopel auf der asiatischen Seite des Bosporus gelegen.
Die 17 Arbeitssitzungen des Konzils liefen unter der straffen Regie der Kaiserin Pulcheria und des örtlichen Patriarchen Anatolius ab. Christologisch setzten sie eine Position durch, die sowohl den Miaphysitismus als auch den Nestorianismus verurteilte, der annahm, in Jesus Christus gebe es zwar sowohl eine göttliche als auch eine menschliche Natur, die aber geteilt existiert hätten, weshalb die Jungfrau Maria nicht als „Θεοτόκος“ Theotókos (Gottesgebärerin) bezeichnet werden dürfe. Demgegenüber legte das Konzil eine Formulierung fest, die als Chalcedonense bis heute die christologische Lehrgrundlage der orthodoxen, der katholischen, der anglikanischen und der protestantischen Kirchen bildet:

„[…] ein und derselbe [ist] Christus, Sohn, eingeborener, in zwei Naturen unvermischt (ἀσυνχύτως asynchýtōs), unverwandelt (ἀτρέπτως atréptōs), ungeteilt (ἀδιαιρέτως adiairétōs) und ungetrennt (ἀχωρίστως achōrístōs) erkannt. Dabei wird keineswegs die Verschiedenheit der Naturen um der Einung willen aufgehoben; vielmehr bleibt die Eigenart einer jeden der beiden Naturen gewahrt und verbindet sich zu einer Person und einer Hypostase.“

Diese Formel war aus mehreren Texten kollagiert: Aus dem Beschluss des Konzils von Ephesos von 431, aus Papst Leos Tomus ad Flavianum, in höherem Maße aber aus den Briefen Kyrills von Alexandria an Nestorius. Der Status Mariens als Gottesgebärerin wurde explizit festgeschrieben, die Lehren sowohl des Nestorius als auch des Eutyches wurden verurteilt, Dioskoros I. von Alexandria wurde abgesetzt und ging ins Exil. Dieses Ergebnis kam zustande, weil mehrere wichtige Bischöfe auf die Seite der Dyophysiten gewechselt waren: Der vormals miaphysitische Juvenal von Jerusalem bekam sein Patriarchat bestätigt, Theodoret von Kyrrhos und Ibas von Edessa, die auf dem Konzil von 449 wegen ihrer theologischen Nähe zum Nestorianismus ihre Bischofsämter verloren hatten, wurden wiedereingesetzt.
Insgesamt verabschiedete das Konzil bis zu seiner Abschlusssitzung am 1. November 451 28 Kanones zu Vermögens-, Disziplinar- und Fragen der Kirchenverfassung. Darin wurde Konstantinopel als Berufungsinstanz gegen Entscheidungen von Provinzialsynoden erklärt, die Integration des Mönchtums in die Kirchenorganisation wurde geregelt und die kirchlichen Privilegien des Patriarchats von Konstantinopels wurden explizit bestätigt; damit revidierte das Konzil einen Beschluss des ersten Konzils von Konstantinopel (381) und formulierte einen neuen Beschluss, der die Stellung von Konstantinopel als dem Neuen Rom bestätigte und dem Patriarchen von Konstantinopel nicht nur Jurisdiktion über die wichtigen Erzdiözesen von Pontus, Asia und Thracien gab, sondern auch den 381 festgelegten Ehrenvorrang Roms vor Konstantinopel beseitigte. Dabei wurden für die Sonderstellung sowohl des alten als auch des neuen Roms politische Gründe angegeben. Dieser 28. Kanon wurde gefasst, als die päpstlichen Legaten gerade abwesend waren.

## Folgen
Die beim Konzil von Chalcedon gefundene Einigung fand teilweise Widerspruch. Papst Leo war zwar mit den theologischen Ergebnissen vollständig einverstanden, nahm jedoch starken Anstoß am 28. Kanon. Bereits die Legaten Leos hatten dieser Formulierung energisch widersprochen. Obwohl Kaiser Markian die Beschlüsse des Konzils 452 zum Gesetz erklärte, annullierte Leo eigenmächtig den 28. Kanon und protestierte in schärfsten Ausdrücken dagegen und gegen Patriarch Akakios von Konstantinopel; er weigerte sich zwei Jahre lang, Chalcedon zu ratifizieren. Letztlich wurden von ihm alle Kanones mit Ausnahme des 28. bestätigt. Die Päpste bestehen daher bis heute auf dem Primat des römischen Bischofs über die Gesamtkirche, der bis heute von den orthodoxen Kirchen abgelehnt wird.
Kurz- und mittelfristig bedeutsamer war die scharfe Opposition der Kirchen von Ägypten, Palästina und Syrien, die in den Beschlüssen von Chalcedon eine Rückkehr zum Irrtum des Nestorianismus sahen. Das Konzil von Chalcedon führte daher zum Schisma zwischen der Römischen Reichskirche (das heißt der orthodoxen und katholischen Kirche) und den altorientalischen Kirchen. Der Streit mit den Miaphysiten konnte bis zum Ende der Spätantike nicht beigelegt werden, entsprechende Versuche der Kaiser führten später lediglich zum akakianischen Schisma. Der Streit wurde mit unverminderter Gewalt ausgefochten: Orthodoxe Bischöfe und Herrscher ließen miaphysitische Christen als Häretiker verfolgen, miaphysitische Gruppen massakrierten Gruppen ihrer orthodoxen Gegner. Der britische Historiker Philip Jenkins bezeichnet die auf das Konzil von Chalcedon folgenden Auseinandersetzungen als „Jesus-Kriege“, laut dem deutschen Theologen Jörg Lauster verlor das Christentum darin sowohl seine Unschuld als auch seine Einheit. Eine Folge war, dass die miaphysitischen Kirchen des Ostens die islamischen Eroberer im 7. Jahrhundert als Befreier begrüßten, da diese toleranter waren als die orthodoxen Christen der Reichskirche.

## Editionen und Übersetzungen
Die Verhandlungen auf der Versammlung wurden schriftlich festgehalten. Die dabei entstandenen „Akten des Konzils von Chalcedon“ bilden eine ausführliche Quellengrundlage zur Erforschung des Konzils. Von ihnen liegt eine aktuelle englischsprachige Übersetzung vor:
- Richard Price, Michael Gaddis: The Acts of the Council of Chalcedon (= Translated Text for Historians. Band 45). Liverpool University Press, Liverpool 2005, ISBN 0-85323-039-0.
  - Bd. 1: General introduction, documents before the Council, Session I.
  - Bd. 2: Sessions II-X, Session on Carosus and Dorotheus, Session on Photius and Eustathius, Session on Domnus.
  - Bd. 3: Sessions XI-XVI, documents after the Council, appendices, glossary, bibliography, maps, indices.

Der Horos und die Kanones liegen in der COD-Ausgabe und in deutscher Übersetzung vor:
- Concilium Chalcedonense. In: Giuseppe Alberigo, Giuseppe A. Dossetti, Péricles-Pierre Joannou, Claudio Leonardi, Paolo Prodi (Hrsg.): Conciliorum Oecumenicorum Decreta. 3. Auflage. Istituto per le scienze religiose, Bologna 1973, S. 75–104 (archive.org [abgerufen am 10. Mai 2022]).
- Konzil von Chalcedon - 451. In: Josef Wohlmuth (Hrsg.): Konzilien des ersten Jahrtausends. Vom Konzil von Nizäa (325) bis zum Vierten Konzil von Konstantinopel (869/70) (= Dekrete der ökumenischen Konzilien. Band 1). 3. Auflage. Schöningh, Paderborn, München, Wien, Zürich 2002, S. 83–103. [Griechischer und lateinischer Text nach der Ausgabe von Alberigo et al. von 1973, deutsche Übersetzung auf Basis des griechischen Textes unter Berücksichtigung auch jüngerer Editionen.]